# مسجد كت موتيه
مسجد كت موتيه (بالاندونيسية: Masjid Cut Mutiah) هو مسجد يقع في جاكرتا في إندونيسيا، سمي المسجد باسم بطلة وطنية اندونيسيية اسمها كت نياك موتيه، أحد الذين شاركوا في النضال ضد الاستعمار الهولندي في اتشيه، كان الجامع في الأصل للملكية الهولندية قبل تحويله أخيرا إلى مسجد .

## البناء
بني المبنى في عام 1922 من قبل شركة التطوير العقاري الهولندية، خلال الفترة التالية تم استخدام المبنى لأداء وظائف مختلفة مثل مكتب البريد ومكتب شركة القطار، في الفترة من عام 1959 حتى عام 1960 تم استخدام المبنى كمكتب رئيس بلدية وسط جاكرتا، وفي وقت لاحق تم استخدام المبنى كدائرة مياه الشرب، ثم استخدم المبنى مكتب رئاسي وديني (1964 - 1970)، بعد فترة تم تحويل المبنى إلى مسجد اقليمي يوم الثامن عشر من شهر أغسطس عام 1987 بموجب القانون رقم 5184 بتاريخ 1987 .

## تصميم

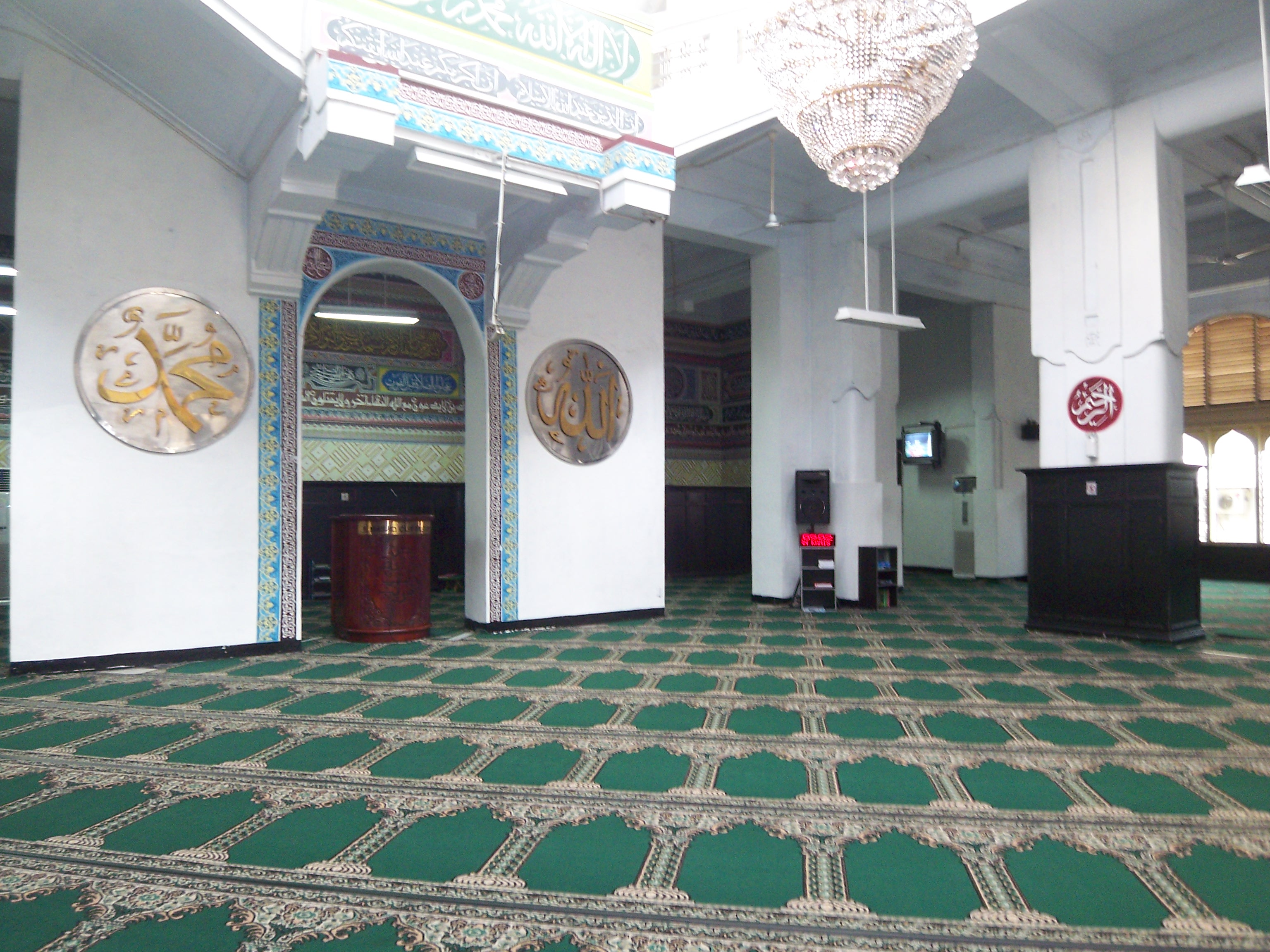
صورة توضح موقع المنبر والمحراب في وسط قاعة الصلاة. وذلك نتيجة انحناء قاعة الصلاة على نحو 45 درجة بالنسبة الى توجه المبنى.

شيد المبنى في البداية كمكتب هندسة معمارية، الهندسة المعمارية للمبنى يتبع أسلوب العمارة الهولندي، ويحتوي المبنى على برج تهوية في وسط المبنى لتنظيم درجة الحرارة الداخل، عندما تم تحويل المبنى إلى مسجد هناك جوانب كثيرة من مسجد تم تركيبها في داخل المبنى ونتيجة لذلك يظهر المبنى نموذجا فريدا لكيفية تكيف المسجد وسط تخطيط المكاتب .
المبنى لا يواجه القبلة (الاتجاه إلى الكعبة المشرفة)، ونتيجة لذلك تم وضع منحى باتجاه قاعة الصلاة على نحو 45 درجة بالنسبة إلى توجه المبنى، ونتيجة لهذا التوجه فإن كلا من المحراب والمنبر في المسجد أصبح يقعان في وسط قاعة الصلاة, وأزيل الدرج المركزي لافساح الطريق لوسعة قاعة الصلاة، وللوصول إلى الطابق الثاني تم إنشاء مجموعه جديدة من الدرج على الشرفة الأمامية .

## الصور

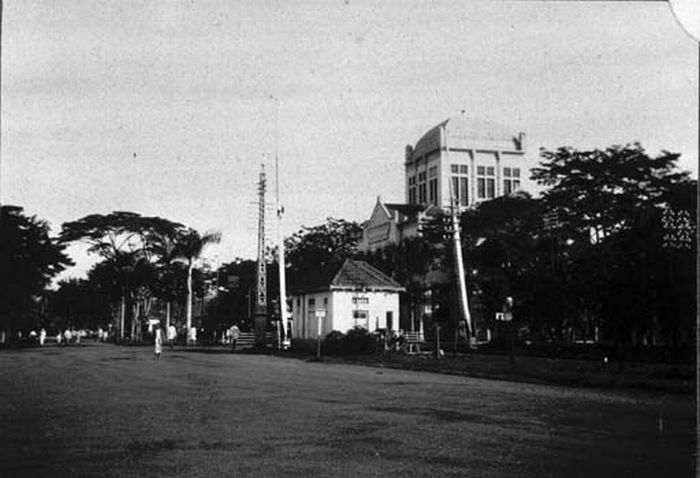
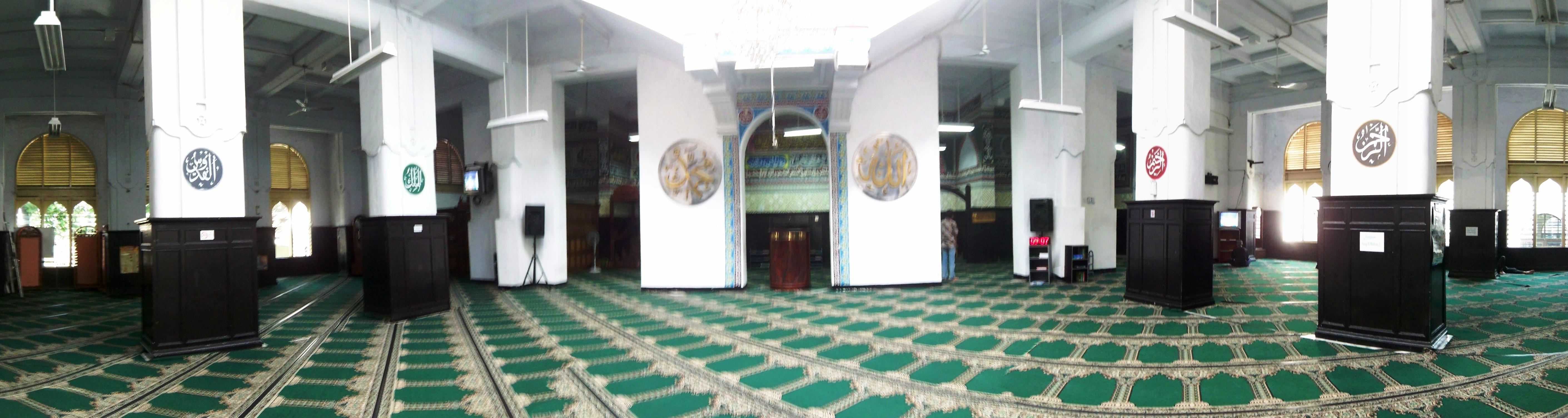
.
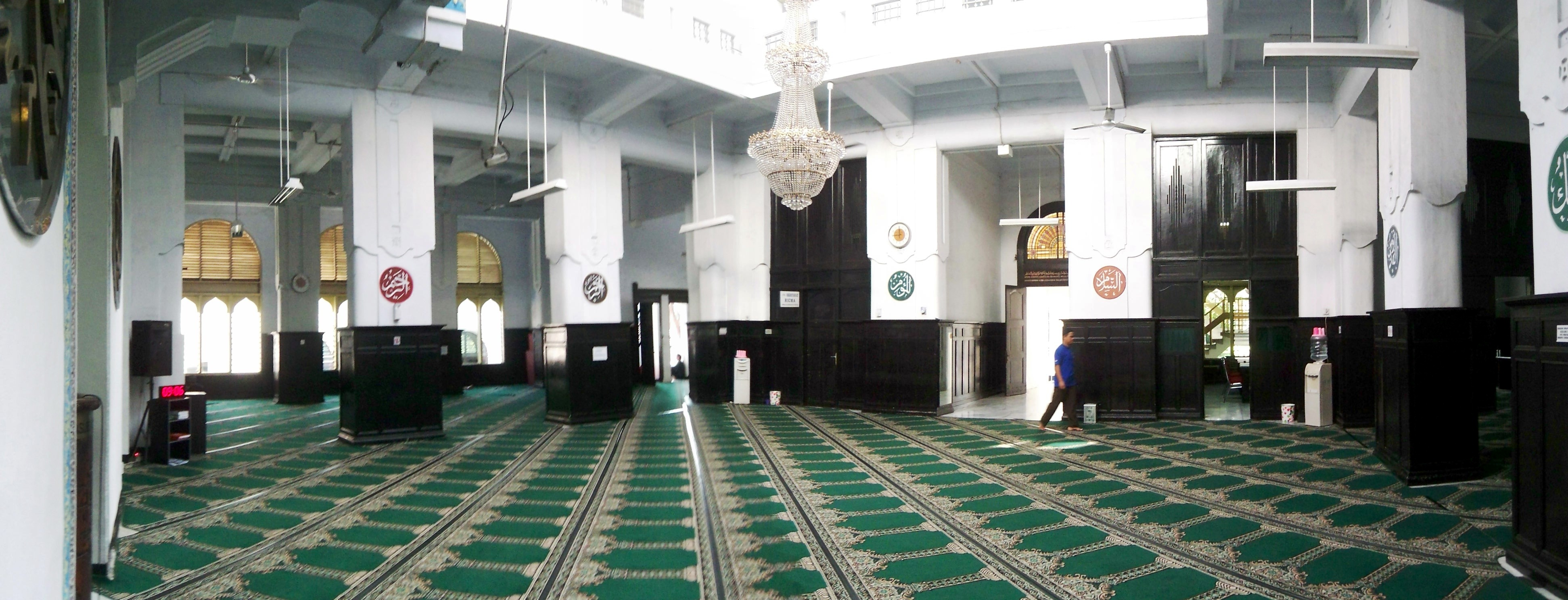
.
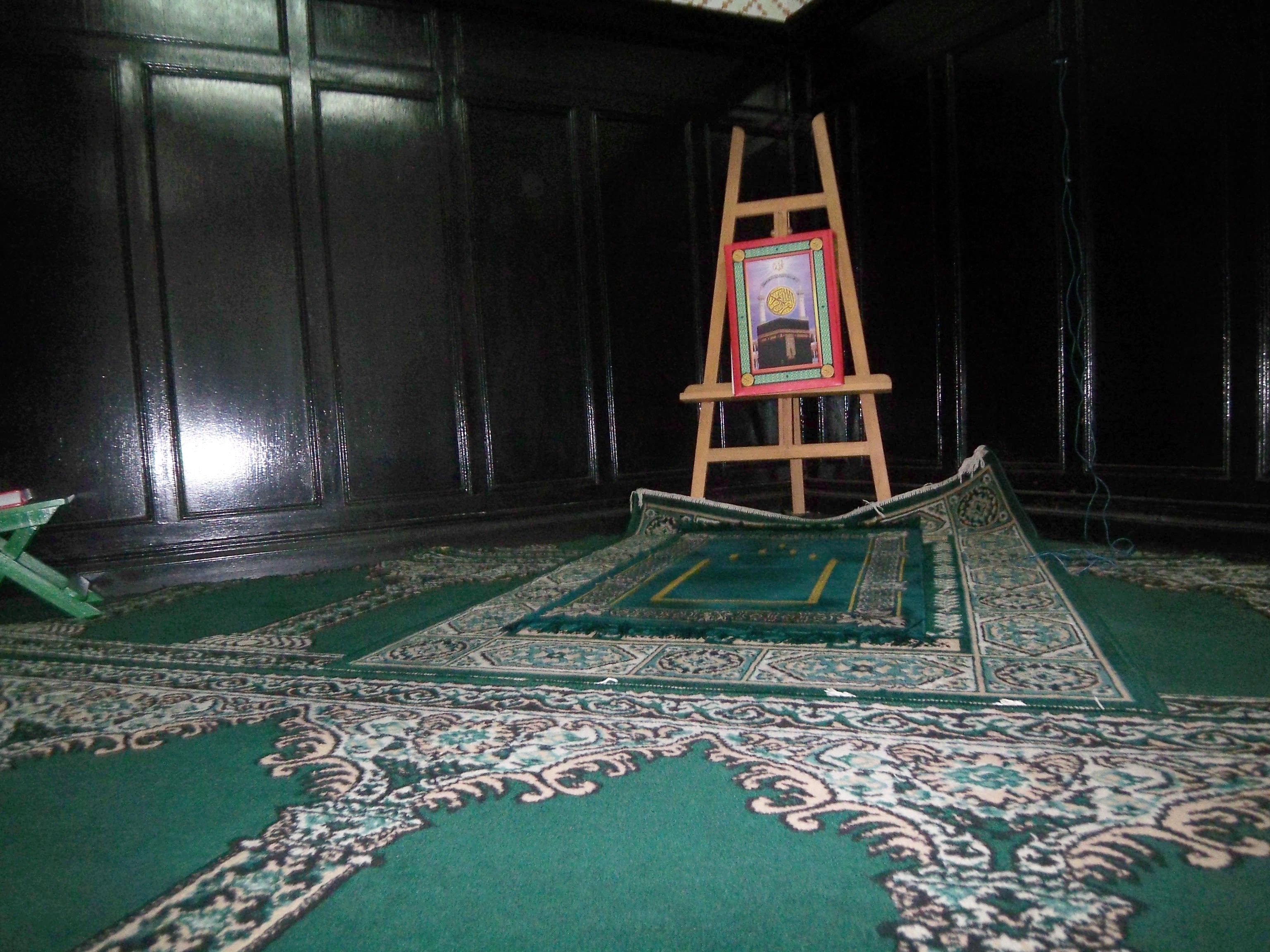
.
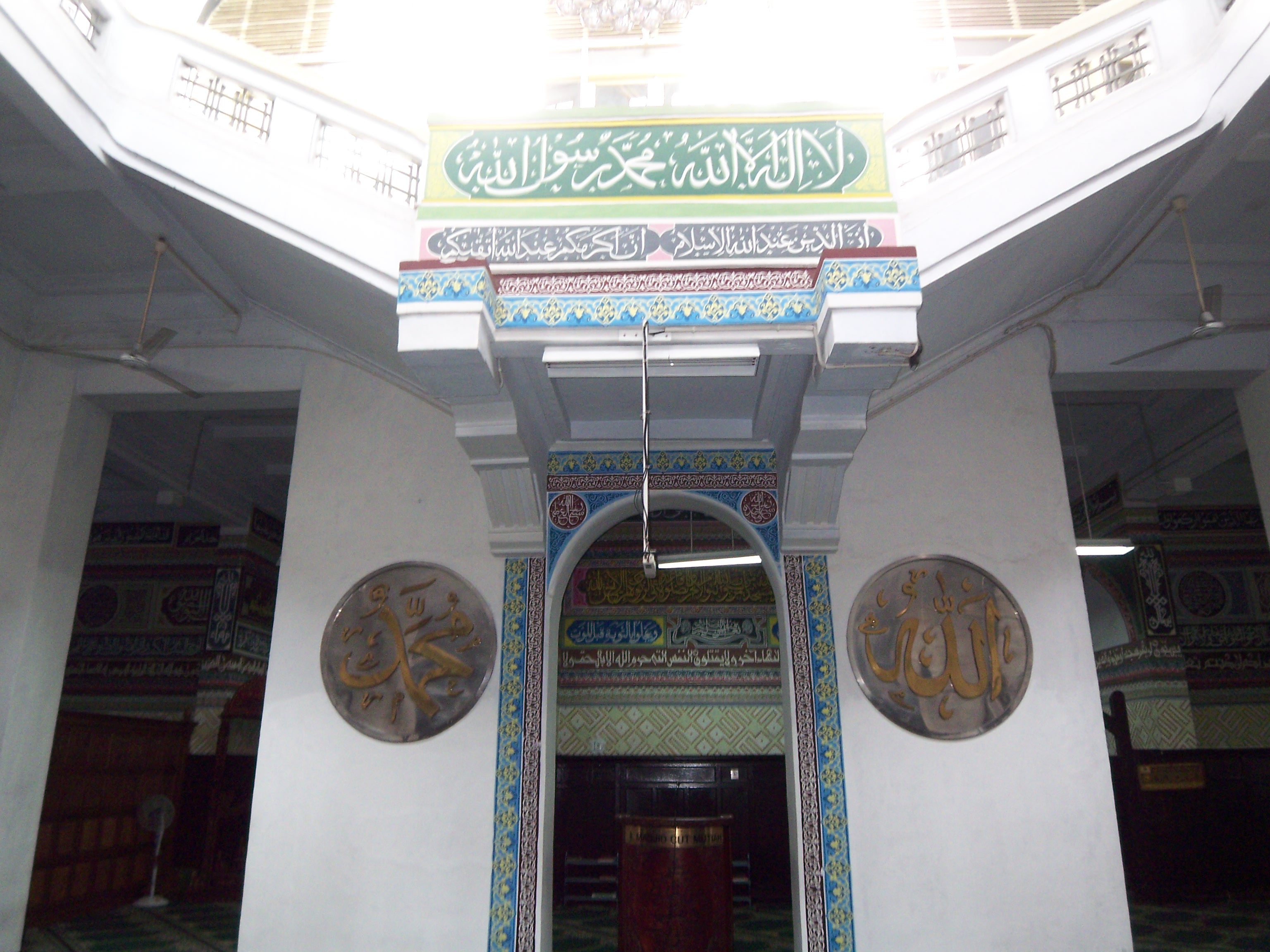
.
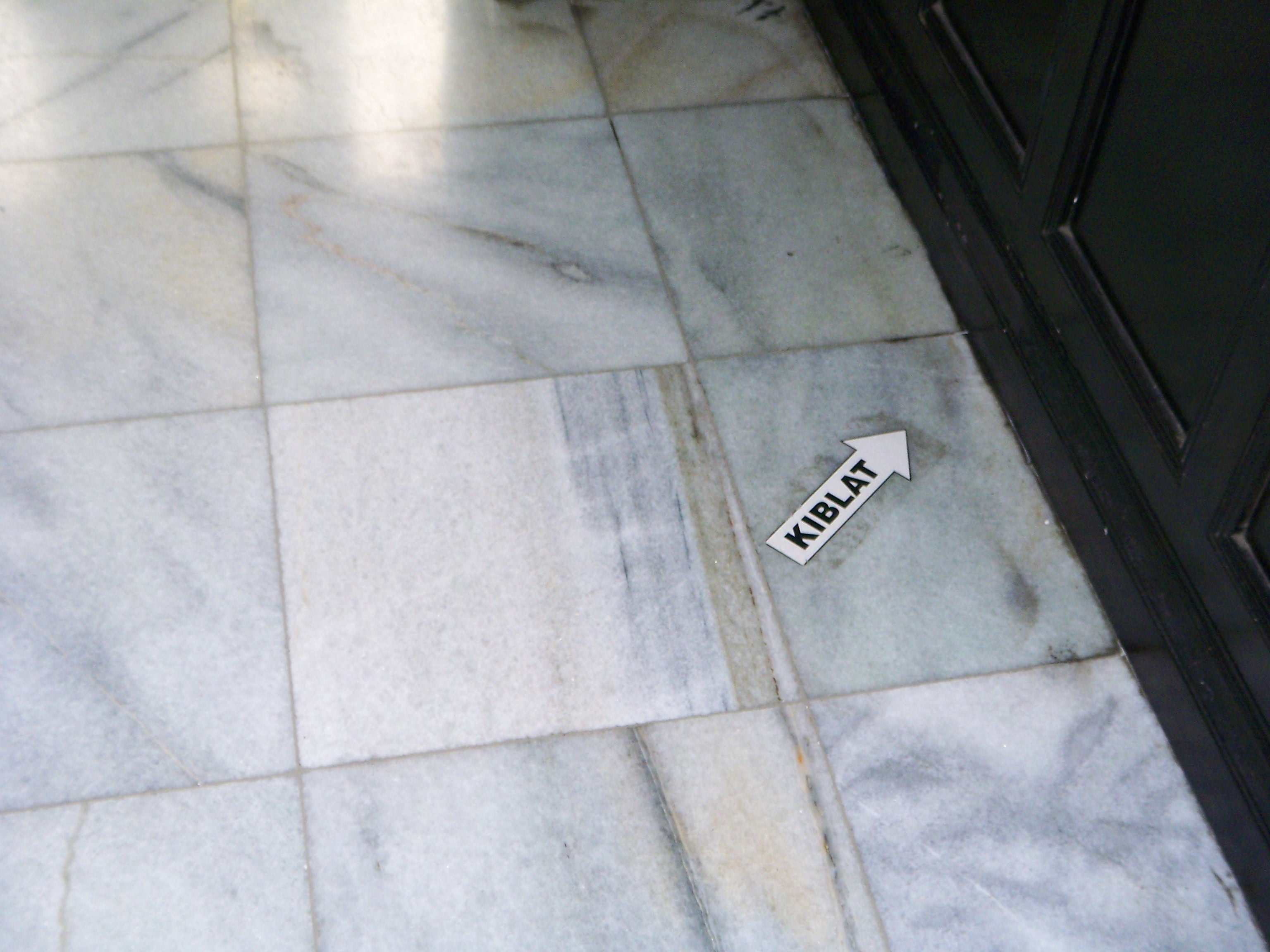